# 德州工程职业学院

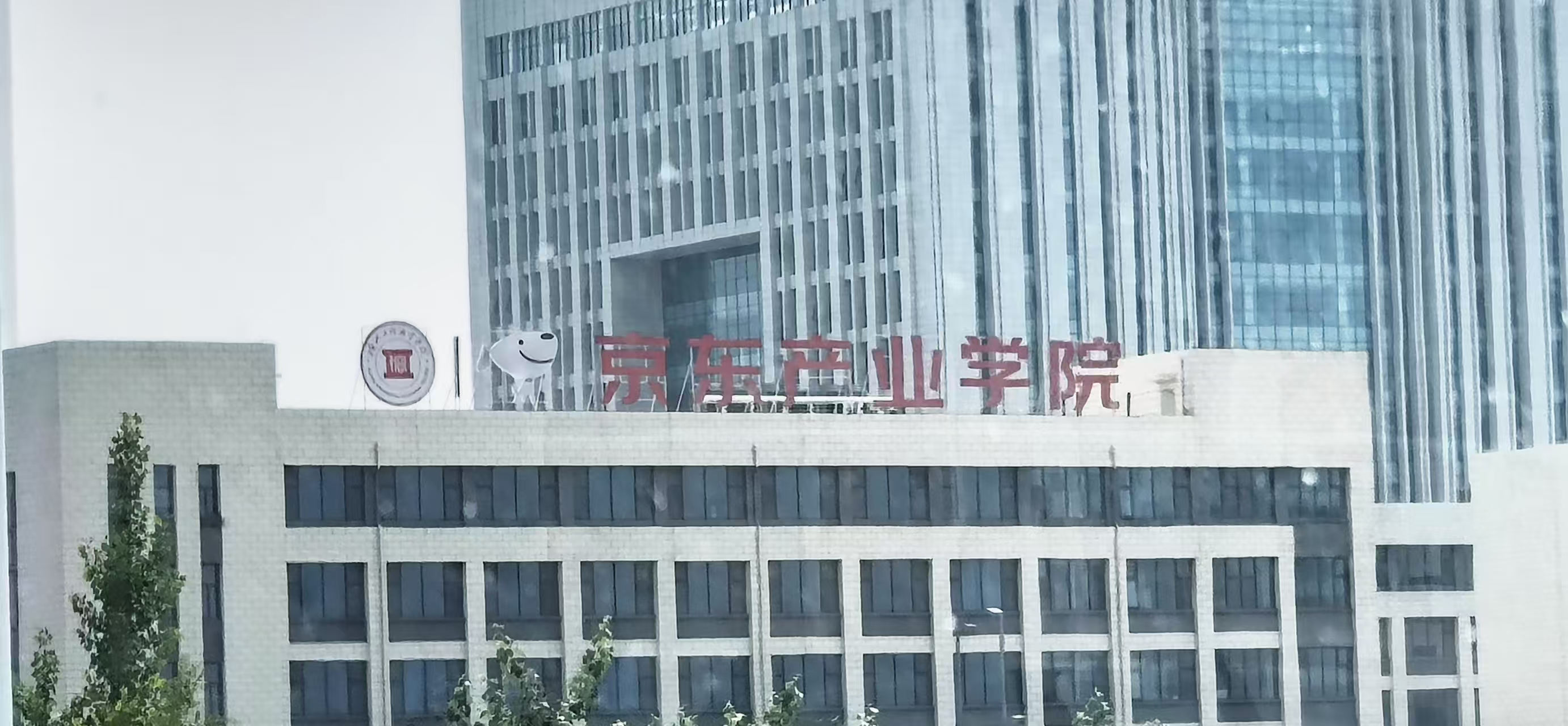
京东产业学院

德州工程职业学院是一所位于山东省德州市的民办专科层次高等院校，在德州汽车摩托车专修学校的基础上组建，2024年由山东省批复成立，办学规模为12,000人，原申报校名为德州理工职业学院。学校为省市两级管理，开设理工科专业。经过山东省政府的批复，学校更名为德州工程职业学院，于2024年招生。